# Мухаметкалиев, Тасболат Марденович
Тасболат Марденович Мухаметкалиев (29 декабря 1937, Районный Центр «Кировское» Талды-Курганской области КазССР — 26 ноября 2019, Алматы, Казахстан) — казахстанский ученый, педагог, многолетний автор, организатор отечественной высшей школы. Профессор, доктор химических наук.

## Биография
Отец Тасболата Мухаметкалиева — Марден Мухаметкалиев (1902—1980), был главным бухгалтером межколхозной машинно-тракторной станции в селе «Мукры». В 1949 году был назначен на должность управляющего районным отделением Сельско-хозяйственного банка Казахской ССР.
Мать — Шамхия (1911—1959), была дочерью зажиточного казаха, работала в колхозном хозяйстве.
Шамхия и Марден происходили из аргынского рода Канжыгалы. В их семье родились четверо детей: Кайрия (1928), Тасболат (1937), Бекболат (1941) и Жанболат (1944).
В 1949 году окончил казахскую начальную школу, а в 1956 году русскоязычную среднюю школу, после чего поступил на химический факультет Казахского государственного университета им. С. Кирова, который окончил в 1961 году по специальности «органическая химия». В 1967 году защитил кандидатскую, а в 1991 году докторскую диссертации в Институте Химических Наук при Академии наук Казахской ССР. В 1993 году присвоено ученое звание профессора по специальности «химия».
1 декабря 1964 года начал работать в должности ассистента кафедры органической химии и химии природных соединений Казахского государственного университета им. С. Кирова. В 1968 году он был избран по конкурсу старшим преподавателем, а в 1970 году доцентом кафедры органической химии и природных соединений этого же Университета.
С 1972 по 1987 годы работал ректором Джамбулского технологического института легкой и пищевой промышленности.
С 1988 по 1990 годы — начальник Республиканской Государственной Инспекции Учебных Заведений при Министерстве Народного Образования Казахской ССР.
В 1995 году стал заместителем главного ученого секретаря Национальной Академии Наук Республики Казахстан, начальником Отдела планирования, экспертизы и сопровождения научных программ Академии наук и начальником Отдела научных учреждений и научных кадров Министерства науки и образования.
С 2000 по 2009 годы Тасболат работал проректором по учебно-методической работе, первым проректором и советником ректора Алматинского Технологического Университета, после чего он вышел на пенсию в 2019 году.
Автор более 125 научных и методических трудов, учебных пособий и 12 авторских свидетельств на изобретения. Под его научным руководством были подготовлены 1 доктор наук и 6 кандидатов наук. За большой вклад в развитие науки и образования Казахстана Тасболат был отмечен Министерством образования и науки Республики Казахстан нагрудными значками «Отличник Образования Республики Казахстан» и «Почетный работник образования Республики Казахстан».
9 октября 2018 года в честь 60-летия Таразского государственного университета им. М. Х. Дулаты на кафедре химии и химической технологии, был открыт «Физикохимический исследовательский центр» имени Мухаметкалиева Тасболата Марденовича.
В последней декаде своей жизни, был постоянным автором в научном журнале «Современное образование», где регулярно публиковались его статьи по анализу современной системы образования Казахстана.

## Семья и родственники
12 июня 1965 года Тасболат женился на Рахметовой Саре Рахметовне (1941 г.р.). Она в 1965 году окончила Алматинский государственный медицинский институт по специальности Педиатрия. После этого она перешла в Научно-исследовательский институт питания младшим научным доцентом, и там защитила свою кандидатскую диссертацию. Работала старшим преподавателем, доцентом, заведующей кафедрой в разных вузах, а в начале двухтысячных годов доцентом и профессором Казахской Академии спорта и туризма.
Сын Максат (1966 г.р.) — в последние годы занимается индивидуальной предпринимательской деятельностью. У него четверо детей.
Дочь Раушан (по мужу Курмашева, 1969 г.р.) — с 2002 года проживает в США, где работает в сфере детской онкологии. У нее одна дочь.